# Xanthostemon novaguineensis
Xanthostemon novaguineensis är en myrtenväxtart som beskrevs av Theodoric Valeton. Xanthostemon novaguineensis ingår i släktet Xanthostemon och familjen myrtenväxter. Inga underarter finns listade i Catalogue of Life.